# Wimund
Wimund (auch Wimond oder Wymund) († nach 1151 in Byland Abbey) war ein schottischer Geistlicher und Rebell. Er war in der ersten Hälfte des 12. Jahrhunderts Bischof von Sodor und Man.

## Herkunft
Die Herkunft von Wimund ist umstritten. Nach dem Chronisten William of Newburgh stammte er aus England und wurde schon als Kind für eine geistliche Laufbahn bestimmt. Nach anderen Angaben stammte er aus England, hatte aber auch Verwandtschaft auf den westschottischen Inseln. Möglicherweise ist Wimund mit Aumond Mac Auley identisch, der Nachfolger von Bischof William war. Angeblich soll er ein Sohn von Angus von Moray gewesen sein, der 1130 als Rebell in der Schlacht von Stracathro getötet wurde, oder ein Sohn des schottischen Königssohns William FitzDuncan. Durch die im 14. Jahrhundert gemachten Angaben des Chronisten John Fordun wurde Wimund später auch mit Malcolm Macheth verwechselt, der ebenfalls möglicherweise mit Angus von Moray verwandt gewesen war.

## Karriere als Geistlicher und Rebellion
Wimund trat als Mönch in Furness Abbey ein. Möglicherweise war er zuvor Mönch im französischen Kloster Savigny gewesen, dem Mutterkloster von Furness. Von Erzbischof Thomas von York soll er zum Bischof der Diözese Sodor und Man geweiht worden sein, vielleicht aber auch erst von dessen Nachfolger Thurstan. Anschließend wurde er zur Isle of Man gesandt, um dort das Amt des Bischofs zu übernehmen. Nach Aelred von Rievaulx war Wimund dagegen kein rechtmäßiger Bischof, sondern ein Betrüger. Auf der Isle of Man behauptete er, er sei ein Sohn des Earl of Moray und vom schottischen König um sein Erbe betrogen worden. Deshalb begann er nach 1142 eine Rebellion gegen den schottischen König David I. Nach William of Newburgh war der schottische König gezwungen, Wimund Landbesitz zuzugestehen, darunter auf Furness. Daraufhin beendete Wimund seine Revolte. Durch die Überheblichkeit von Wimund soll es um 1151 auf der Isle of Man zu einer Rebellion gekommen sein. Wimund wurde gefangen genommen und geblendet und entmannt. Nach anderen Berichten wurde er auf Befehl des schottischen Königs grausam verstümmelt, damit er keine weitere Rebellion begann. Danach wurde er nach Byland Abbey in Yorkshire gebracht, wo er seinen Gegnern Rache androhte. Seine letzten Jahre lebte er in geistlicher Abgeschiedenheit. Er soll in Byland Abbey gestorben und beigesetzt worden sein.

## Bewertung
Wimund ist eine der schillerndsten Figuren der schottischen Geschichte des 12. Jahrhunderts. Sein Leben wurde am vollständigsten von dem englischen Chronisten William of Newburgh beschrieben, der behauptete, er habe seine Kenntnisse durch Gespräche mit Wimund selbst erhalten. Der Bericht von William of Newburgh nennt allerdings keine konkreten Zeitangaben, doch aus anderen Angaben lässt sich schließen, dass Wimund in den 1130er und 1140er Jahren aktiv war. Furness Abbey wurde 1124 gegründet und 1127 an einen anderen Ort verlegt. Zwischen 1148 und 1152 wurde ein neuer Bischof für die Isle of Man gewählt, so dass Wimund wohl zwischen diesen Jahren aktiv war.
Die wichtigsten Fragen bei Wimund sind seine wahre Herkunft und sein Grund für die Revolte gegen David I. Die Frage nach seiner Herkunft kann nach den bekannten Quellen nicht beantwortet werden. Da er aber bei seiner Revolte offenbar Unterstützung erhielt und nach dem Scheitern der Revolte verstümmelt, aber nicht hingerichtet wurde, war er offenbar nicht niederer Herkunft, sondern hatte wohl einen berechtigen Erbanspruch. Deshalb war er wahrscheinlich mit der nordschottischen Adelsfamilie Moray verwandt, die von König Lulach abstammt. Nach dem Scheitern der Rebellion von Angus of Moray 1130 fiel Moray an den schottischen König. Obwohl William of Newburgh schreibt, dass die Behauptung von Wimund, er sei ein Sohn von Angus gewesen, falsch war, scheint er offenbar doch mit der Familie verwandt gewesen zu sein. Demnach könnte er entweder das Earldom Moray oder gar den schottischen Thron beansprucht haben.
Trotz seiner ungeklärten Herkunft hatte Wimund unzweifelhaft Bedeutung. Indem die Nachfahren von König Malcolm III. nach 1097 die schottische Krone behaupteten und vererbten und zugleich ihr Reich ausweiteten, verdrängten und entmachteten sie lokale Adelsfamilien und veränderten althergebrachte Nachfolgeregelungen. Wimunds Rebellion, die beachtliche Unterstützung erhalten hatte, zeigt, dass der Machtzuwachs der Könige auch zu Ablehnung und gar Feindschaft führte. Wimund ist weniger persönlich bedeutend, sondern verdeutlicht die schottische Gesellschaft in der Entstehungsphase des Reiches im 12. Jahrhundert.